# SparkShorts
SparkShorts é uma série de curtas-metragens de animação independentes americana produzidos pela Pixar Animation Studios. Consiste em um programa em que os funcionários da Pixar têm apenas seis meses e orçamentos limitados para desenvolver curtas-metragens de animação que foram originalmente lançados no canal da Pixar no YouTube e, posteriormente, no Disney+.
Purl, Smash and Grab e Kitbull, os três primeiros curtas do programa SparkShorts, foram lançados no SIGGRAPH em 14 de agosto de 2018, antes de terem um lançamento limitado no El Capitan Theatre em 8 de janeiro de 2019. Purl foi lançado oficialmente em 4 de fevereiro de 2019 no YouTube, enquanto Smash and Grab e Kitbull foram lançados em 11 e 18 de fevereiro, respectivamente. Os curtas subsequentes foram lançados em 12 de novembro de 2019 no Disney+, incluindo Float, em vez no YouTube. Os curtas foram elogiados por seus temas mais maduros em comparação com as produções tradicionais da Pixar. Curtas adicionais estão atualmente em produção.

## Desenvolvimento
Pixar anunciou o programa SparkShorts pela primeira vez em 18 de janeiro de 2019. O programa consiste em dar aos funcionários da Pixar seis meses e um orçamento limitado para desenvolver curtas independentes, todos baseados em experiências pessoais.  O programa foi desenvolvido para buscar novos cineastas na Pixar. Bobby Rubio, escritor/diretor do filme Float de SparkShort, descreveu o programa como "filme diferente dos tipos de filmes" desenvolvido na Pixar, enquanto Lindsey Collins disse que os curtas são chamados de SparkShorts porque a Pixar "[quer] descobrir aquela faísca criativa "em seus funcionários. Jim Morris disse: "O programa SparkShorts é projetado para descobrir novos contadores de histórias, explorar novas técnicas de narração de histórias e experimentar novos fluxos de trabalho de produção", acrescentando que "[fornece] uma oportunidade de desbloquear o potencial de artistas individuais e suas abordagens criativas de cinema no uma escala menor do que a tarifa normal [da Pixar] ".

## Filmes

### Filmes lançados
| #  | Filme            | Data de lançamento      | Diretor (es)       | Escritor(es)       | Escritor(es)                                             | Produtor(es)           | Produtor(es) executivo(s)                   | Editor(es)           | Compositor(es)      |
| #  | Filme            | Data de lançamento      | Diretor (es)       | Roteiro            | História                                                 | Produtor(es)           | Produtor(es) executivo(s)                   | Editor(es)           | Compositor(es)      |
| -- | ---------------- | ----------------------- | ------------------ | ------------------ | -------------------------------------------------------- | ---------------------- | ------------------------------------------- | -------------------- | ------------------- |
| 1  | Purl             | 4 de fevereiro de 2019  | Kristen Lester     | Kristen Lester     | Michael Daley, Bradley Furnish, Lester e James Robertson | Gillian Libbert-Duncan | Lindsey Collins                             | Fornecer             | Pinar Toprak        |
| 2  | Smash and Grab   | 11 de fevereiro de 2019 | Brian Larsen       | Brian Larsen       | Brian Larsen                                             | David Lally            | Collins Mary Alice Drumm Dana Murray        | Nicole Vanderneut    | Barney Jones        |
| 3  | Kitbull          | 18 de fevereiro de 2019 | Rosana Sullivan    | Rosana Sullivan    | Rosana Sullivan                                          | Kathryn Hendrickson    | Collins                                     | Bispo Katie Schaefer | Andrew Jimenez      |
| 4  | Float            | 12 de novembro de 2019  | Bobby Rubio        | Bobby Rubio        | Bobby Rubio                                              | Krissy Cababa          | Collins                                     | Gregory Amundson     | Jones               |
| 5  | Wind             | 13 de dezembro de 2019  | Edwin Chang        | Edwin Chang        | Edwin Chang                                              | Jesús MartÍnez         | Collins                                     | Tim Fox              | Jimenez             |
| 6  | Loop             | 10 de janeiro de 2020   | Erica Milsom       | Erica Milsom       | Adam Burke, Matthias De Clercq e Milsom                  | Michael Warch          | Collins                                     | Jason Brodkey        | Mark Orton          |
| 7  | Out              | 22 de maio de 2020      | Steven Hunter      | Steven Hunter      | Steven Hunter                                            | Max Sachar             | Collins David Lally                         | Noah Newman          | Jake Monaco         |
| 8  | Burrow           | 25 de dezembro de 2020  | Madeline Sharafian | Madeline Sharafian | Madeline Sharafian                                       | Mike Capbarat          | Collins David Lally                         | Anna Wolitzky        | Wolfie A. Mozart    |
| 9  | Twenty Something | 10 de setembro de 2021  | Aphton Corbin      | Aphton Corbin      | Aphton Corbin                                            | Erik Langley           | Nicole Paradis Grindle & Micheal K. O'Brien | Amera Rizk           | ASTU                |
| 10 | Nona             | 17 de setembro de 2021  | Louis Gonzales     | Louis Gonzales     | Louis Gonzales                                           | Courtney Casper Kent   | Nicole Paradis Grindle & Micheal K. O'Brien | Jennifer Jew         | Cristy Road Carrera |

#### Purl
Uma bola de lã antropomórfica chamada Purl se torna a primeira bola de lã a trabalhar numa empresa chamada BRO Capital, mas é discriminada por seus colegas humanos. Purl prontamente muda sua aparência e personalidade para se encaixar, mas logo descobre que pode não ser a melhor ideia de todo.

#### Smash and Grab
Situado em um planeta futurístico semelhante a Marte, dois robôs sobrecarregados, chamados Smash e Grab, respectivamente, devem lutar para chegar à liberdade após escolherem escapar de sua rotina de trabalho exaustiva.

#### Kitbull
Um gatinho independente forma uma amizade improvável com um pit bull abusado, que eventualmente escolhe para ajudar a escapar de seus donos.

#### Float
Ao descobrir a habilidade de seu filho de voar, um pai tenta esconder a habilidade de seu filho do mundo. Quando a habilidade de seu filho eventualmente se torna pública, o pai deve escolher entre fugir ou aceitar seu filho.

#### Wind
Uma avó e seu neto se descobrem catando detritos depois de ficarem presos juntos em um abismo sem fim, e logo realizam seu sonho de escapar.

#### Loop
Uma menina não-verbal e um menino falador devem aprender a se entender para realizar uma viagem de canoagem em um lago urbano.

#### Out
Um jovem gay que ainda não confessou aos pais inesperadamente tem sua mente trocada magicamente pela do seu cachorro.

#### Burrow
Originalmente planejado para ser lançado nos cinemas junto com o longa-metragem da Pixar, Soul.
Um jovem coelho tenta construir a toca dos seus sonhos, ficando envergonhado cada vez que ela acidentalmente cava na casa de um vizinho.

#### Twenty Something
O filme examina os desafios e inseguranças da 'vida adulta'. Alguns dias você está acertando em cheio, enquanto outros dias, você é apenas uma pilha de crianças escondidas em um sobretudo, esperando que ninguém perceba. A protagonista do filme é Gia, que se encontra neste exato cenário na noite de seu aniversário de 21 anos.

#### Nona
O filme é centrado em uma avó que planeja passar seu dia de folga fechando o mundo para assistir seu programa de TV favorito, E.W.W. Smashdown Wrestling. No entanto, quando sua neta de cinco anos, Renee, é abandonada inesperadamente, Nona fica presa entre suas duas coisas favoritas. Renee quer jogar, enquanto a normalmente amorosa Nona luta contra o desejo de assistir ao Smashdown, levando a um confronto decisivo entre as duas e a um compromisso amoroso.

### Próximos filmes
Em 13 de janeiro de 2020, após o lançamento de Loop, David Lally anunciou que a Pixar está desenvolvendo filmes adicionais da SparkShorts.

## Prêmios e Nomeações
| Lista de prêmios e indicações | Lista de prêmios e indicações | Lista de prêmios e indicações | Lista de prêmios e indicações | Lista de prêmios e indicações | Lista de prêmios e indicações |
| Prêmio                        | Data de cerimônia             | Categoria                     | Filme                         | Resultado                     | Ref.                          |
| ----------------------------- | ----------------------------- | ----------------------------- | ----------------------------- | ----------------------------- | ----------------------------- |
| Prêmios da Academia           | 9 de fevereiro de 2020        | Melhor Curta de Animação      | Kitbull                       | Indicado                      | [ 11 ]                        |
| Prêmios da Academia           | 25 de abril de 2021           | Melhor Curta de Animação      | Out                           | Inscrito                      | [ 12 ]                        |
| Prêmios da Academia           | 25 de abril de 2021           | Melhor Curta de Animação      | Burrow                        | Indicado                      | [ 13 ] [ 14 ]                 |

## Temas
Os curtas do programa SparkShorts foram elogiados por ter temas mais maduros do que as produções anteriores da Pixar. Purl foi elogiado por muitos como uma alegoria para a desigualdade de gênero e feminismo, que Meghan Mehta do Study Breaks observou ser "maduro para o público-alvo da Pixar". Alex Reif, do Laughing Place, disse que Smash and Grab é "[uma] história sobre dois trabalhadores que não têm os mesmos luxos que aqueles que os controlam". Nick Skillicorn, da Idea to Value, sentiu que o programa SparkShorts "permite que a equipe flexione seus músculos criativos de novas maneiras e experimente ideias que nunca seriam aceites em um longa-metragem voltado para as famílias".

## Música
| Título                                                | Data de lançamento nos EUA | Compositor(es)      | Gravadora           |
| ----------------------------------------------------- | -------------------------- | ------------------- | ------------------- |
| Purl (Original Motion Picture Soundtrack)             | 15 de março de 2019        | Pinar Toprak        | Walt Disney Records |
| Smash and Grab (Original Motion Picture Soundtrack)   | 5 de abril de 2019         | Barney Jones        | Walt Disney Records |
| Kitbull (Original Motion Picture Soundtrack)          | 23 de abril de 2019        | Andrew Jimenez      | Walt Disney Records |
| Float (Original Motion Picture Soundtrack)            | 28 de fevereiro de 2020    | Barney Jones        | Walt Disney Records |
| Wind (Original Motion Picture Soundtrack)             | 28 de fevereiro de 2020    | Andrew Jimenez      | Walt Disney Records |
| Loop (Original Motion Picture Soundtrack)             | 28 de fevereiro de 2020    | Mark Orton          | Walt Disney Records |
| Out (trilha sonora do filme original)                 | 3 de julho de 2020         | Jake Monaco         | Walt Disney Records |
| Burrow (Original Motion Picture Soundtrack)           | 25 de dezembro de 2020     | Wolfie A. Mozart    | Walt Disney Records |
| Twenty Something (Original Motion Picture Soundtrack) | 10 de setembro de 2021     | ASTU                | Walt Disney Records |
| Nona (Original Motion Picture Soundtrack)             | 17 de setembro de 2021     | Cristy Road Carrera | Walt Disney Records |

## Mídia externa

### A Spark Story
Em 29 de janeiro de 2020, a Disney anunciou que uma série documental sem título com foco na série SparkShorts estava em desenvolvimento para o Disney+. A série, que forneceu "um olhar imersivo na próxima geração de cineastas da Pixar", teve execução produtiva de Brian McGinn, Jason Sterman e David Gelb. Em 21 de julho de 2021, foi relatado que o projeto estava sendo redesenvolvido como um documentário sob o nome A Spark Story, com produção de McGinn, Sterman e Gelb. Sterman também dirigiu o filme ao lado de Leanne Dare. A Pixar produziu o projeto ao lado do Supper Club. O documentário, traçando a produção dos então recentes SparkShorts Twenty Something e Nona, foi lançado em 24 de setembro de 2021.